# Jaguaruana (ort)
Jaguaruana är en ort i Brasilien.   Den ligger i kommunen Jaguaruana och delstaten Ceará, i den östra delen av landet, 1 600 km nordost om huvudstaden Brasília. Jaguaruana ligger 15 meter över havet och antalet invånare är 21 790.
Terrängen runt Jaguaruana är mycket platt. Det finns inga andra samhällen i närheten.
Omgivningarna runt Jaguaruana är huvudsakligen savann. Runt Jaguaruana är det glesbefolkat, med 10 invånare per kvadratkilometer.